# Aldo Boggia
Aldo Boggia (26 gennaio 1923 – Bellinzona, 20 febbraio 2003) è stato un calciatore svizzero, di ruolo difensore.

## Carriera

### Club
Ha sempre giocato nel campionato svizzero.

### Nazionale
Ha collezionato 2 presenze con la propria Nazionale.